# ソニック・ヘッジホッグ
ソニック・ヘッジホッグ (Sonic hedgehog, SHH) は、ヘッジホッグ (HH) ファミリーに属する5種類のタンパク質の内の1つ。これをコーディングする遺伝子＝ソニック・ヘッジホッグ遺伝子は、shhと小文字で表記する。このファミリーの他のタンパク質には、哺乳類ではデザート・ヘッジホッグ (Desert Hedgehog, DHH)、インディアン・ヘッジホッグ (Indian Hedgehog, IHH)があり、魚類ではエキドナ・ヘッジホッグ (Echidna Hedgehog, EHH) とティギーウィンクル・ヘッジホッグ (Tiggywinkle Hedgehog, TwHH) がある。
ヘッジホッグ遺伝子 (hh) は最初にエリック・ヴィーシャウスとクリスティアーネ・ニュスライン＝フォルハルトの古典的なハイデルベルク・スクリーンにより同定されて、1978年に発表された。
2人が1995年のノーベル生理学・医学賞を得たこれらのスクリーニングで、ショウジョウバエ (Drosophila melanogaster) の胚の分節パターンをコントロールするこの遺伝子が同定された。hh遺伝子の機能を失った変異体の表現型の胚は小さな歯の様な突起物（歯状突起）が密集しており、ヘッジホッグ（ハリネズミ）という名前が付いた。

## 名称
哺乳類には3種類の相同遺伝子があり、先に見つかった2種類、デザート及びインディアン・ヘッジホッグは実在するハリネズミの種類から命名された一方、ソニック・ヘッジホッグは発見者がファンだった家庭用ゲーム機セガ・ジェネシス（日本でのメガドライブ）のキャラクター「ソニック・ザ・ヘッジホッグ」から名づけられた。後にゼブラフィッシュから見つかった2種類についての命名は、エキドナ・ヘッジホッグがハリモグラから、ティギーウィンクル・ヘッジホッグがビアトリクス・ポター作の絵本のキャラクター名、ティギーおばさん (Mrs. Tiggy-Winkle) から来ている。

## 機能
これらの遺伝子から合成されるHHタンパク質相同体の中で、SHHは発生において最も重要なモルフォゲンとして、四肢や、脳脊髄正中線構造などの、多くの器官系のデザインを形成する役割がある。
ヒト・ソニック・ヘッジホッグ遺伝子の変異では、腹側正中線の欠失が生じて全前脳胞症 (HPE) を引き起こすほか、シス調節エレメントの変化が原因で多指症になることなどが知られている。

## 参照
- ポケモン遺伝子 - ゲームに名前がちなむ他の遺伝子、Zbtb7の旧称。
- ピカチュリン - 視覚情報伝達に必須のタンパク質で、動体視力の優劣を司る。ポケモンに登場するキャラクターのピカチュウにちなんで付けられた。